# Octavio Nicolás Derisi
Octavio Nicolás Derisi Lomanto (Pergamino, 27 de abril de 1907 - Buenos Aires, 22 de outubro de 2002) foi um eclesiástico e filósofo argentino, prelado com o título de monsenhor e de arcebispo titular católico, representante do neotomismo argentino durante a segunda metade do século XX, fundador em 1946 da revista Sapientia que ainda hoje é editada, fundador da Sociedade Tomista Argentina e em 1958 da Universidade Católica Argentina. Foi o sétimo de oito irmãos, filhos de um matrimônio de imigrantes italianos.

## Estudos

### Início
Iniciou seus estudos na carreira eclesiástica as doze anos no Seminário Conciliar de Villa Devoto. Sendo ordenado sacerdote aos 21 anos, em 1930.
Fez licenciatura e doutorado em filosofia e letras na Universidade Nacional de Buenos Aires, da qual foi professor e onde foi premiado com a tese Os fundamentos metafísicos da ordem moral. Ganhou o prêmio Carlos Octavio Bunge para a melhor tese em filosofia e letras, sendo publicada em 1941. Foi professor do Seminário de San José de La Plata e dos Cursos de Cultura Católica e da Universidade de La Plata.

## Ordenações e nomeações
Em 1958 foi fundador e o primeiro reitor, e posteriormente, reitor emérito da Universidade Católica Argentina. Membro-diretor e presidente da Organização das Universidades Católicas da América Latina e do Conselho de Reitores das Universidades Privadas da Argentina.
- Tratamento de Monsenhor pelo Papa Pio XII - 1953
- Bispo auxiliar de Buenos Aires - 1958
- Bispo titular de Raso - 1970
- Bispo auxiliar da Arquidiocese de La Plata - 1970 a 1984
- Assistente do Solio Pontificio nomeado pelo Papa João Paulo II - 1981
- Arcebispo ad personam nomeado pelo Papa João Paulo II - 1984

## Livros e artigos
Escreveu quase quarenta livros, muitos deles com várias edições, entre os que se destacam "Concepto de la filosofía cristiana", "Los fundamentos metafísicos del orden moral", "La doctrina de la inteligencia de Aristóteles a Santo Tomás" e o "Naturalezay vida de la Universidad". Além disso, foi autor de quase 600 artigos em publicações em diários e revistas como: Estudios (Buenos Aires), Sol y Luna (BA), Criterio (BA), Sapientia (BA - La Plata), Universitas (BA), La Nación (BA), El Pueblo (BA), Revista Eclesiástica (La Plata), Veritas (Porto Alegre), Rivista de Filosofia neo-scolastica (Milán), Stromata (BA) e inúmeras outras.

## Prêmios
- Prêmio Carlos Octavio Bunge para a melhor tese em filosofia e letras por sua obra Os fundamentos metafísicos da ordem moral - (1940-1941)
- Prêmio Nacional de Filosofia por sua obra Filosofia Moderna e Filosofia Tomista. - (1945)